# Nati nel 1905/Senza giorno specificato
| Questa pagina contiene informazioni ricavate automaticamente dalle voci biografiche con l'ausilio del template Bio e di un bot. L'aggiornamento è periodico e automatico e ricostruisce completamente la pagina. Se manca una persona in questa lista, sei pregato di non aggiungerla, ma accertati piuttosto che la sua voce biografica contenga il template Bio e che i dati anagrafici siano correttamente compilati. Se il template Bio manca, inseriscilo tu stesso o, in alternativa, metti l'avviso {{tmp\|Bio}} che ne segnala la mancanza. Se i dati riportati sono sbagliati, correggi direttamente la voce biografica; le modifiche saranno visibili in questa lista entro pochi giorni. Per chiarimenti vedi il progetto biografie. La lista contiene solo le 87 persone che sono citate nell'enciclopedia e per le quali è stato implementato correttamente il template Bio. Pagina aggiornata al 10 ago 2025. |

- Nietta Aprà, storica dell'arte, scrittrice e saggista italiana († 1990)
- Bruno Arzeni, traduttore, poeta e germanista italiano († 1954)
- Hale Asaf, pittrice turca († 1938)
- Jamil Aziz, cestista egiziano
- Giuseppe Baldi, calciatore italiano († 1945)
- Dino Bausi, pittore italiano († 1936)
- Maria Bay, attrice italiana
- Enzo Benedetto, pittore e scrittore italiano († 1993)
- Mario Bistoletti, pallanuotista argentino
- André Canet, ciclista su strada francese († 2007)
- Francesco Cerdonio, calciatore italiano
- Cesare Cesarini, compositore e direttore d'orchestra italiano († 1973)
- Nuzzi Chierego, pittrice e scultrice italiana († 2001)
- Iosif Chișinevschi, politico rumeno († 1963)
- Giovanni Ciardi-Dupré, medico italiano († 1964)
- Jean Campbell Cooper, scrittrice inglese († 1999)
- Italo Cosmo, agronomo italiano († 1980)
- Cram, compositore e paroliere italiano († 1979)
- John D'Angelico, liutaio statunitense († 1964)
- Corrado De Vita, giornalista e scrittore italiano († 1987)
- Gino Delle Fratte, calciatore italiano († 1951)
- Giovanni Di Renzo, impresario teatrale italiano († 1960)
- Alexander Donat, editore polacco († 1983)
- Charles Donohoe, tennista australiano
- Esmat Dowlatshahi, nobildonna persiana († 1995)
- Lionel Jack Dumbleton, entomologo neozelandese († 1976)
- Harry Eagle, patologo statunitense († 1992)
- Riccardo Fabiani, militare italiano († 1943)
- Giuseppe Fantacci, imprenditore e filantropo italiano († 1998)
- Zohra Al Fassiya, cantante e poetessa marocchina († 1994)
- Stefania Filo Speziale, architetta italiana († 1988)
- Achille Fiocco, critico teatrale italiano († 1988)
- Achille Formis, militare italiano († 1941)
- Aristide Foà, avvocato e antifascista italiano († 1994)
- Bianca Gallizia, ballerina e coreografa italiana († 2000)
- Genepil, regina mongola († 1938)
- Zakaria Goneim, egittologo egiziano († 1959)
- Lynette Griffin, attrice statunitense
- Robert William Hayman, zoologo britannico († 1985)
- Hoàng Văn Hoan, politico vietnamita († 1991)
- Hannah Hurnard, scrittrice britannica († 1990)
- Robert Hürlimann, pallanuotista svizzero
- Ernest Hüttenmoser, pallanuotista svizzero
- Alberto Massa Gallucci, generale italiano († 1970)
- Fred McMullen, cantante e chitarrista statunitense
- Meir Michaelis, storico israeliano († 2005)
- Ray Moore, fumettista statunitense († 1984)
- Luciano Motroni, chirurgo italiano († 1989)
- Angelo Nizza, drammaturgo, sceneggiatore e giornalista italiano († 1961)
- Viktor Novikov, gesuita russo († 1979)
- Emanuele Padoa, biologo italiano († 1980)
- Dīmītrīs Partsalidīs, politico greco († 1980)
- Alessandro Pertoldeo, militare italiano († 1938)
- Adriana Pincherle, pittrice italiana († 1996)
- Dionisie Pippidi, storico rumeno († 1993)
- Adolfo Prasso, ingegnere e militare **NOTA: vedi avviso sopra--> italiano († 1936)
- Carlo Raffo, rugbista a 15 italiano († 1983)
- Vincas Ramónas, scrittore lituano († 1985)
- Abdollah Riazi, politico iraniano († 1979)
- Joan Richmond, pilota automobilistica australiana († 1999)
- Fernand Rigaux, astronomo belga († 1962)
- Douglas Ritchie, giornalista britannico († 1967)
- Dante Ruffini, scultore italiano († 1963)
- Renzo Segala, giornalista italiano († 1961)
- Gastone Serloreti, criminale di guerra e ufficiale italiano († 1967)
- Michele Serra, giornalista e saggista italiano († 1963)
- Clotario Stafetta, calciatore italiano
- Gwen Sterry, tennista britannica († 1987)
- Mir Sultan Khan, scacchista indiano († 1966)
- Ibrahim Tuqan, poeta palestinese († 1941)
- Jaqueline Tyrwhitt, architetta inglese († 1983)
- Francisco Uranga, nuotatore e pallanuotista argentino
- Luis Vargas Peña, calciatore paraguaiano († 1994)
- Franco Vellani Dionisi, militare e giornalista italiano († 1942)
- Eugenio Venditti, calciatore italiano
- Gino Vescovi, imprenditore italiano († 1985)
- Carlo Villa, calciatore italiano
- Renato Visca, attore italiano
- Jigme Wangchuck, re bhutanese († 1952)
- Ma-Xu Weibang, regista e attore cinese († 1961)
- Jack Weinstock, librettista e commediografo statunitense († 1969)
- Dionysios Zakythinos, bizantinista greco († 1993)
- Georgios Zervinis, lottatore greco († 1983)
- Adnan al-Atassi, giurista e diplomatico siriano († 1969)
- Carlo de Ferrariis Salzano, diplomatico italiano († 1985)
- Augusto De Giuli Botta, filosofo italiano († 1957)
- Karl von Kraus, alpinista e medico tedesco († 1968)